# NGC 5033
NGC 5033 és una galàxia espiral situada en la constel·lació dels Llebres, visible amb telescopis d'afeccionat i situada a una distància de 37 milions d'anys llum de la Via Làctia, encara que altres fonts donen una distància major, de l'ordre de 60 milions d'anys llum (18,7 megapàrsecs).
Ha estat considerada per alguns autors com una galàxia una miqueta similar a la nostra, almenys quant a les seves propietats i tipus morfològic; no obstant això, encara que a diferència de la nostra galàxia, no siga considerada una galàxia espiral barrada, s'ha suggerit que pot tenir una petita barra al seu centre.
NGC 5033 és considerada una galàxia amb un nucli galàctic actiu, més concretament una galàxia de Seyfert; recerques realitzades d'aquest nucli mostren que la seva posició no coincideix amb la del centre de la galàxia, sinó que està desplaçat d'aquest, la qual cosa s'ha suggerit que ha estat causada per la col·lisió i absorció d'una altra galàxia. A més, a diferència d'altres galàxies Seyfert com M77, no sembla haver-hi un esclat estel·lar associat amb aquest nucli actiu.
NGC 5033, finalment, forma una parella notable amb una altra galàxia espiral gran propera, la NGC 5005